# Religión en Guinea-Bisáu
| Religión en Guinea-Bissau (2008) | Religión en Guinea-Bissau (2008) | Religión en Guinea-Bissau (2008) | Religión en Guinea-Bissau (2008) | Religión en Guinea-Bissau (2008) |
| -------------------------------- | -------------------------------- | -------------------------------- | -------------------------------- | -------------------------------- |
| Religión                         |                                  |                                  |                                  |                                  |
| Islam                            | Islam                            |                                  | 45 %                             | 45 %                             |
| Cristianismo                     | Cristianismo                     |                                  | 22.1 %                           | 22.1 %                           |
| No especificada                  | No especificada                  |                                  | 15.9 %                           | 15.9 %                           |
| Animismo                         | Animismo                         |                                  | 14.9 %                           | 14.9 %                           |
| Ninguna                          | Ninguna                          |                                  | 1.9 %                            | 1.9 %                            |

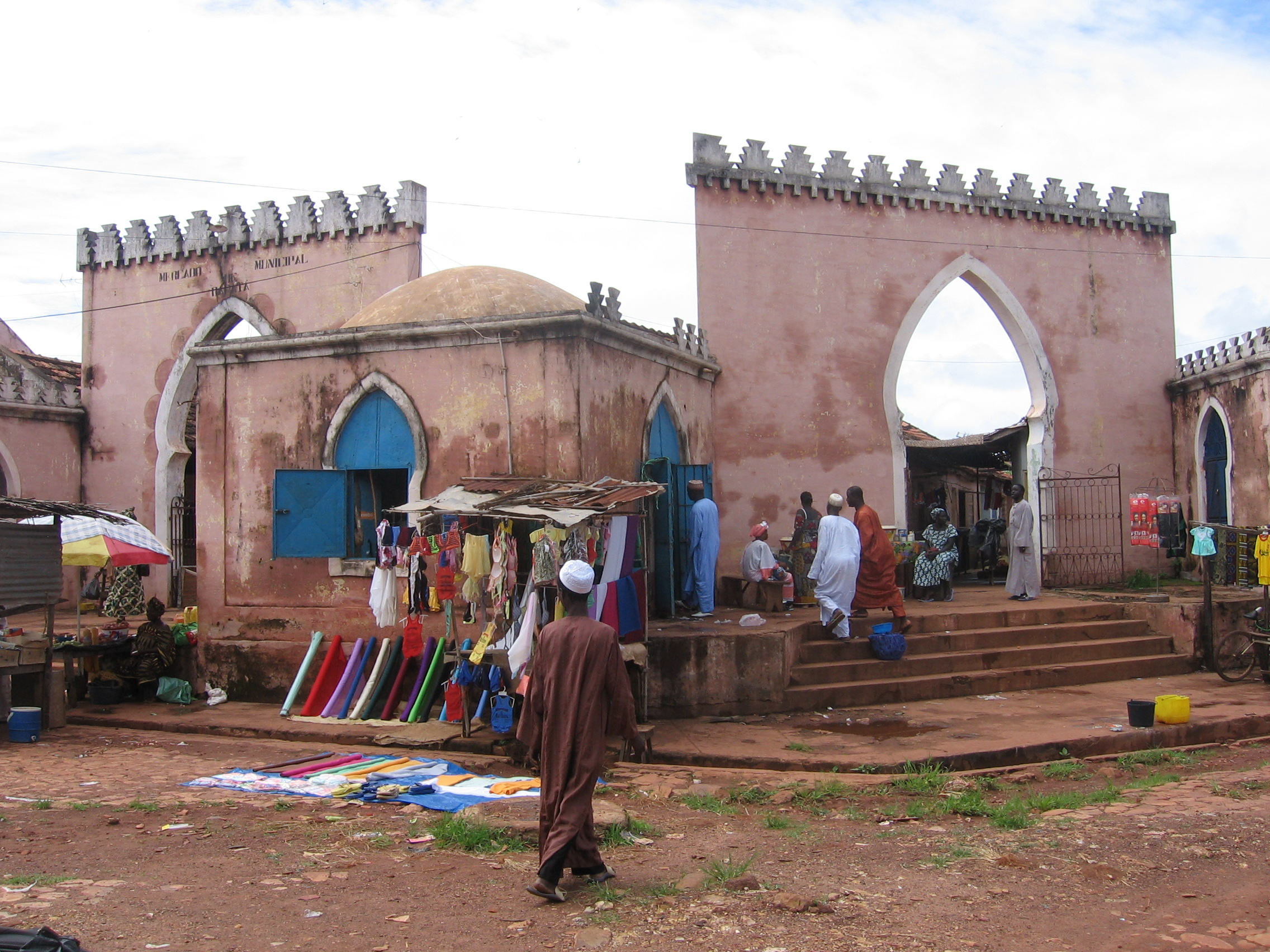
Una mezquita en Bafatá (Guinea-Bisáu).

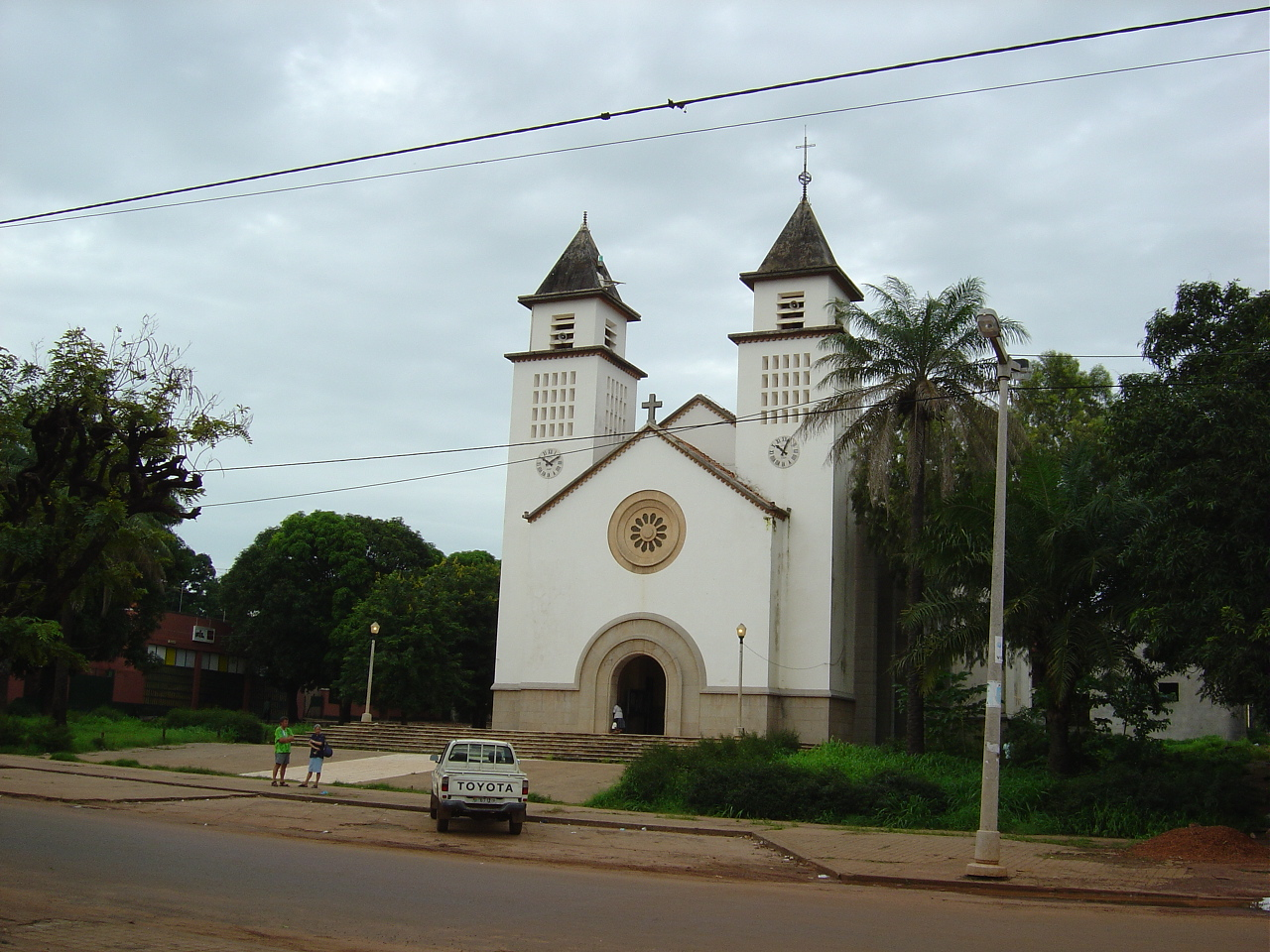
Una iglesia en Bisáu

Guinea-Bisáu se caracteriza por un gran pluralismo religioso, resultado de numerosos flujos migratorios y rutas comerciales que han cruzado su territorio a lo largo de los siglos. 
La Constitución de la República de Guinea-Bisáu de 1980 declara formalmente la libertad religiosa en un Estado secular. Anteriormente, la Constitución de 1973 salvaguardaba formalmente el derecho de practicar cualquier religión, pero las organizaciones religiosas no estaban formalmente reconocidas. 

## Religiones
Destacan tres religiones: 
- creencias religiosas indígenas, promovidas por los primeros ocupantes humanos;
- islam, a través de la expansión del este al oeste desde el siglo XIII, actualmente concentrada en la parte oriental del país;
- cristianismo, a través de la sociedad católica criolla que surgió en los centros costeros de Farim, Geba, Bolama y Cacheu a partir del siglo XVI.

## Distribución demográfica
El World Factbook de la CIA (2017 pero con estimaciones de 2008) establece que hay alrededor del 45% de musulmanes, 22% de cristianos, 15% de animistas y 18% no especificados u otros mientras que el Departamento de Estado de los Estados Unidos menciona que las estimaciones varían mucho y cita los datos del Pew Forum (2010) de un 40% de musulmanes, un 31% de prácticas religiosas indígenas y un 20% de cristianos.
El islam suní, incluido el de orientación sufí, se concentra principalmente en las partes norte y noreste del país. Los practicantes de creencias religiosas indígenas tradicionales generalmente viven en todas las partes del país excepto en el norte. Los cristianos, tanto católicos como de varias denominaciones protestantes, se encuentran principalmente a lo largo de las regiones costeras y pertenecen a la Iglesia católica (incluidos los portugueses de Guinea-Bissauans) y a varias denominaciones protestantes. Los cristianos se concentran en Bissau y otras grandes ciudades. 

## Islam
Aproximadamente el 20% de los musulmanes de Guinea-Bissau pertenecen a la orden sufí y otros siguen la denominación suní malikí. El islam es practicado especialmente por los grupos étnicos fula, soninké, sosso y mandinga, y los musulmanes generalmente viven en el norte y noreste. El islam llegó a Guinea-Bissau antes del siglo XII a través de comerciantes transaharianos. El crecimiento inicial del islam se limitó a los gobernantes y las élites comerciales de Guinea-Bissau. La gran expansión del islam entre el pueblo llano se produjo en los siglos XVIII y XIX, después de la invasión del reino de Biafada, y las oleadas de yihads fulani que llegaron desde el norte liderados por Musa Ibrahim, Ibrahim Sori, El Hadj Umar Tall y Koli Tenguella.  

## Cristianismo
El cristianismo llegó a Guinea-Bissau con los comerciantes y misioneros portugueses en el siglo XV, pero solo en las regiones costeras. Los esfuerzos misioneros activos tendrían que esperar al siglo XX, y en 1977 se creó la diócesis católica de Bisáu. La misión protestante llegó a Guinea-Bissau en 1939, y las iglesias evangélicas han estado activas durante la segunda mitad del siglo XX. Las misiones cristianas se convirtieron en blanco de destrucción durante la guerra civil de 1999 en Guinea-Bissau. 
Según los censos de Guinea-Bissau de 2009 y 1991, la práctica del cristianismo ha crecido del 15% en 1991 al 22,1% de la población total en 2009; sin embargo, el cristianismo permanece concentrado en las regiones costeras del país.